# Шаухал-Хан
Шаухал-хан (кум. Şavxal-xan; ум. после 1443 года) — кумыкский государственный деятель, военачальник и основатель независимого Тарковского шамхальства (Шевкальского царства) в Северо-Восточном Кавказе. Один из ключевых правителей кумыкского народа и предок династии шамхалов Тарковских. Был чингизидом по происхождению.  

## Имя
Имя правителя в кумыкской традиции записывается как Şavxal-xan (Шавхал-хан). Слово «шавхал» (кум. şavxal) является архаическим титулом, позже трансформированным в «шамхал» под влиянием арабской и иранской традиции. Титул предположительно имеет булгаро-кипчакское происхождение и означал «верховный правитель».

## Биография
Шаухал-хан жил в первой половине XV века, предположительно происходил из местной кумыкской знати. В 1443 году он основал независимое феодальное государство в районе современного Северного Дагестана — Тарковское шамхальство.
Основание Шевкальского царства (позднее — шамхальства) стало актом политической консолидации в условиях распада Золотой Орды и ослабления влияния Тимуридов. Шаухал-хан утвердил свою власть как независимый правитель, заложив династическую преемственность шамхалов.

## Политическая деятельность
Во время его правления шамхальство становится центром политической и военной силы на Северо-Восточном Кавказе. Шаухал-хан налаживает дипломатические связи с соседними государствами, включая Ширван, Персию и другие феодальные объединения региона.
Внутреннюю стабильность он обеспечил опорой на кумыкские роды, а также на союз с частью горских народов.

## Наследие
Шаухал-хан считается основателем династии шамхалов, которая правила Северным Дагестаном до начала XIX века. Его правление дало старт политической структуре, сохранявшей автономию в течение нескольких столетий. В кумыкской исторической памяти он почитается как символ государственности и единства.